# سامي تاج الدين
سامي تاج الدين (مواليد 10 يونيو 1982) هو لاعب كرة قدم مغربي منذ عام 2004، كان يلعب لفريق الرجاء البيضاوي.وكان ضمن المنتخب المغربي في أولمبياد 2004، الذي خرج من الدور الأول، حين احتل المركز الثالث في المجموعة الرابعة، خلف متصدر المجموعة العراق ووصيفه كوستاريكا

## روابط خارجية
- سامي تاج الدين على موقع قاعدة بيانات كرة القدم.إي يو (الإنجليزية)
- سامي تاج الدين على موقع ناشيونال فوتبول تيمز (الإنجليزية)
- سامي تاج الدين على موقع أوليمبيديا (الإنجليزية)

.